# KeyBank Center
KeyBank Center (wcześniej HSBC Arena i First Niagara Center) – wielofunkcyjna arena znajdująca się w Buffalo w stanie Nowy Jork w Stanach Zjednoczonych. 
Obecnie tutaj swoje mecze rozgrywa Buffalo Sabres (NHL) oraz Buffalo Bandits (NLL). Dawniej swoje mecze rozgrywali Buffalo Destroyers (AFL), Buffalo Blizzard (NPSL) i Buffalo Wings (RHI).

## Historia
HSBC Arena została otwarta 21 września 1996 roku, zastępując Buffalo Memorial Auditorium. Na początku ta hala miała się nazywać Crossroads Arena, ale zanim zagrano tam pierwszy mecz zmieniono ją na Marine Midland Arena. W 1999 roku zmieniono jej nazwę na HSBC Arena. 16 listopada 1996 roku na hali miał miejsce wypadek – tablica wyników wisząca pod sufitem spadła na taflę lodu. Nikt nie został ranny.

## Informacje
- adres: One Seymour Knox III Plaza Buffalo, New York 14203
- otwarcie: 21 września 1996 roku
- koszt budowy: 127,5 mln USD
- architekt: Ellerbe Becket
- pojemność: 18 690

## Wydarzenia
- Mistrzostwa Świata Juniorów w Hokeju na Lodzie 2011/Elita

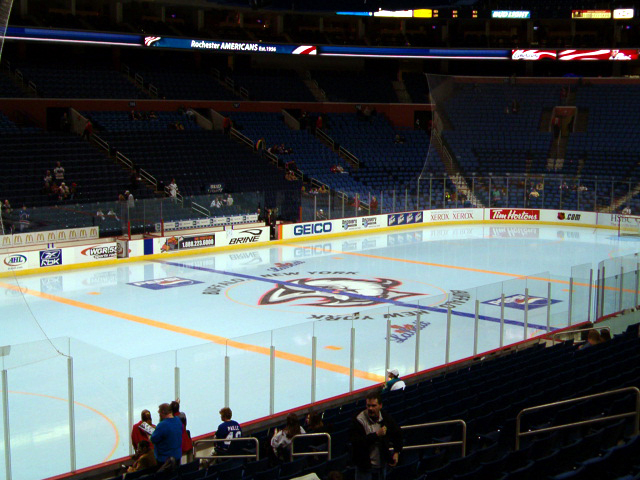
Wnętrze hali (2005; ówczesna nazwa: HSBC Arena)